# Forum (Stockholm)
Forum, officiellt namn Forum – Nutidsplats för kultur, var en evenemangslokal för bland annat litteratur och musik i Vasastan i Stockholm. Mötesplatsen, i media omskriven som "Klubben", var öppen för allmänheten.

## Historik

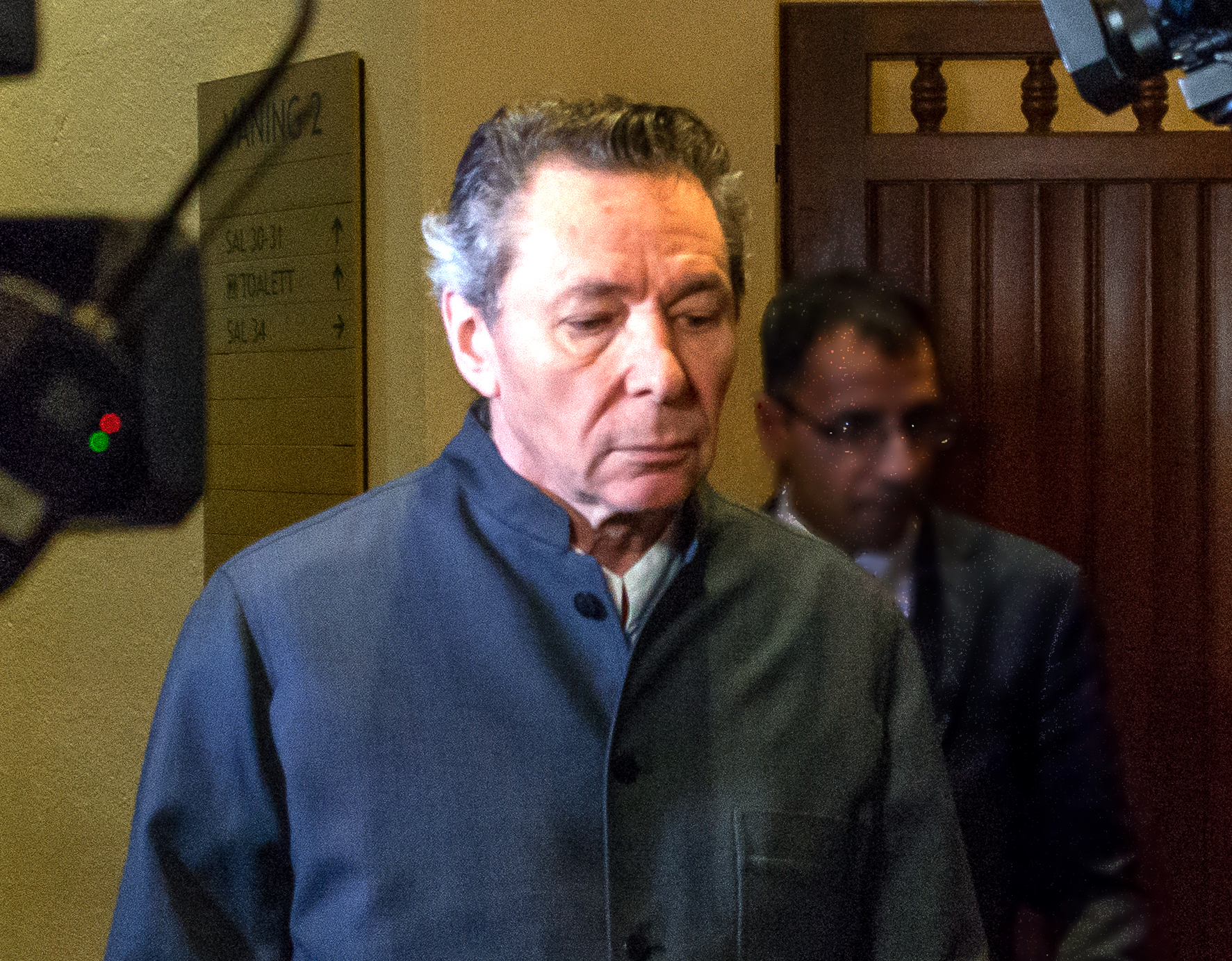
Jean-Claude Arnault under tingsrättsförhandlingen i Stockholm 24 september 2018.

Forum startade 1989 och presenterade bland annat poesiaftnar, kammarmusik- och jazzkonserter och litteraturuppläsning. Konstnärligt ansvarig var Jean-Claude Arnault, som drev verksamheten tillsammans med sin hustru Katarina Frostenson. Svenska Akademien finansierade verksamheten med 126 000 kr per år under perioden 2010–2017.

### Avslöjande
Svenska Akademien avbröt 23 november 2017 allt samarbete med Forum och Arnault. Anledningen uppgavs vara tidningen Dagens Nyheters granskning av Arnaults beteende, samt hans uppträdande  gentemot ledamöter, ledamöters döttrar, ledamöters hustrur och personal vid Svenska Akademiens kansli. Enligt Dagens Nyheters källor bedrevs Forum-verksamheten under flera år med svarta löner.
Dagens Nyheters granskning av Forum ledde till att Arnault dömdes för våldtäkt i två fall 2018. Under 2019 publicerades hela undersökningen i boken Klubben. Författaren och journalisten Matilda Gustavsson erhöll Stora Journalistpriset 2018.